# Fortschwihr
 Fortschwihr  (en alsacià Fortschwihr) és un municipi francès, situat a la regió del Gran Est, al departament de l'Alt Rin. L'any 2003 tenia 1.213 habitants.

## Demografia
| 1962 | 1968 | 1975 | 1982 | 1990 | 1999 |
| ---- | ---- | ---- | ---- | ---- | ---- |
| 220  | 228  | 294  | 445  | 732  | 967  |

## Administració
| Període | Identitat      | Partit |
| ------- | -------------- | ------ |
| 2001-   | Hélène Baumert | PSLE   |